# Imma minax
Imma minax är en fjärilsart som beskrevs av John Hartley Durrant. Imma minax ingår i släktet Imma och familjen Immidae. Inga underarter finns listade i Catalogue of Life.